# Metropolitní odborná umělecká střední škola
Metropolitní odborná umělecká střední škola Praha 4 s.r.o. je střední škola v Nuslích v Praze. Byla založena v roce 1992. Zaměřuje se na studium kadeřnictví, vlásenkářství a maskérství,rekondiční masér, kosmetických služeb a na tyto obory navazujících maturitních nástaveb. Ve školním roce 2016/2017 zde studuje zhruba 250 žákyň a žáků.

## Studijní obory
- 69-51-H/01 Kadeřník - denní tříleté studium s výučním listem
- 82-51-H/05 Vlásenkář a maskér - denní tříleté studium s výučním listem
- 69-41-L/01 Kosmetické služby - denní čtyřleté studium s maturitním vysvědčením
- 69-41-L/52 Vlasová kosmetika - denní dvouleté nástavbové studium s maturitním vysvědčením
- 64-41-L/51 Podnikání - denní dvouleté nástavbové studium s maturitním vysvědčením
- 82-51-L/51 Umělecké řemeslné práce - denní dvouleté nástavbové studium s maturitním vysvědčením

## Historie
Škola byla založena v roce 1992 a nejprve sídlila ve Štúrově ulici v Praze 4 a později na Náměstí Míru v Praze 2. Dnes sídlí v novobarokní budově, která přímo sousedí s neorenesanční budovou Nuselské radnice. Zpočátku vzdělávala pouze kadeřníky a teprve časem přibylo studium kosmetických služeb a ještě později byl zaveden umělecký obor - vlásenkář a maskér. Škola se původně nazývala Soukromé střední odborné učiliště kadeřnické. Současný název byl zaveden v září 2015. Škola zajišťuje žákům praxe na čtyřech místech odborného výcviku, které slouží zároveň jako provozovny pro veřejnost. Škola se také ve výše zmíněných oborech účastní mnoha soutěží.